# Kasota (Minnesota)
Kasota – miasto w Stanach Zjednoczonych, w stanie Minnesota, w hrabstwie Le Sueur.